# Lysipomia multiflora
Lysipomia multiflora là loài thực vật có hoa trong họ Hoa chuông. Loài này được McVaugh mô tả khoa học đầu tiên năm 1955.